# Vlag van Etterbeek
De vlag van Etterbeek is de gemeentelijke vlag van de Brusselse gemeente Etterbeek. De beschrijving luidt:
Twee even lange banen van blauw en van wit.
De kleuren van de vlag komen uit het linkerdeel van het gemeentewapen.